# Rakesh Sharma
Trung tá không quân Rakesh Sharma, Anh hùng Liên Xô, (sinh ngày 13 tháng 1 năm 1949) là một cựu phi công thử nghiệm Không quân Ấn Độ bay trên tàu Soyuz T-11 thuộc chương trình Intercosmos. Sharma là người Ấn Độ đầu tiên bay vào trong không gian.
Rakesh Sharma là một phi công thử nghiệm trong Không quân Ấn Độ. Rakesh nhanh chóng thăng cấp và trong năm 1984, ông được bổ nhiệm làm chỉ huy Phi đội và phi công của Không quân Ấn Độ. Ngày 20 tháng 9 năm 1982 anh được chọn trở thành một phi hành gia và bay vào không gian trong chương trình liên kết giữa các Tổ chức Nghiên cứu Không gian Ấn Độ (ISRO) và các chương trình không gian của Liên Xô Intercosmos.